# Daphnusa
Genre
Daphnusa est un genre de l'lépidoptères appartenant à la famille des Sphingidae, à la sous-famille des Smerinthinae et à la tribu des Smerinthini .

## Répartition et habitat
Répartition
Asie du sud-est

## Systématique
- Le genre a été décrit par l'entomologiste britannique Francis Walker en 1856[1].
- L'espèce type pour le genre est Daphnusa ocellaris - Walker, 1856

### Synonymie
- Allodaphnusa Huwe, 1895

### Liste des espèces
- Daphnusa ailanti - (Boisduval, 1875)
- Daphnusa ocellaris - Walker, 1856. Espèce type pour le genre.
- Daphnusa philippinensis - Brechlin, 2009
- Daphnusa sinocontinentalis - Brechlin, 2009
- Daphnusa zythum - Haxaire & Melichar, 2009

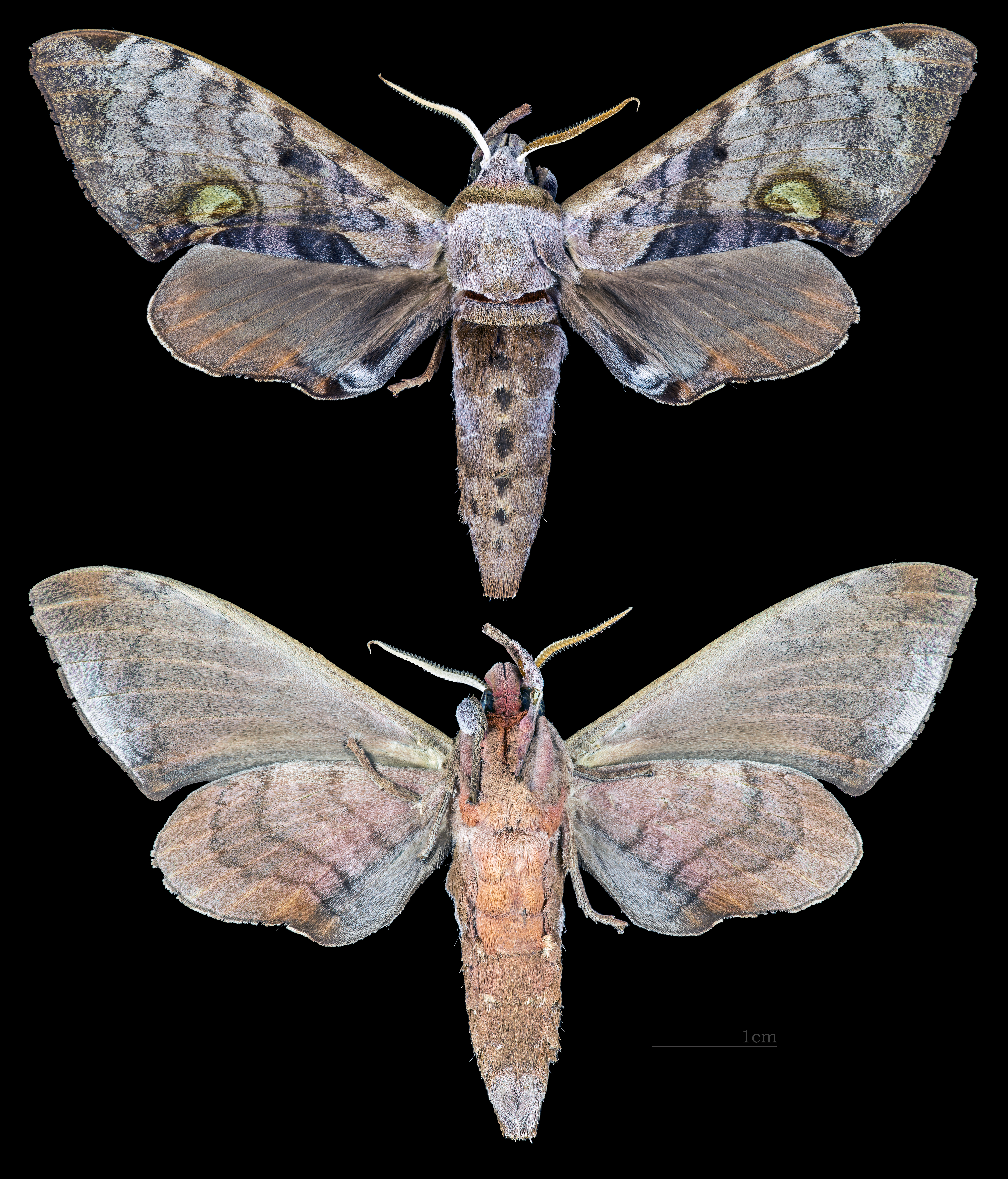
Daphnusa ocellaris
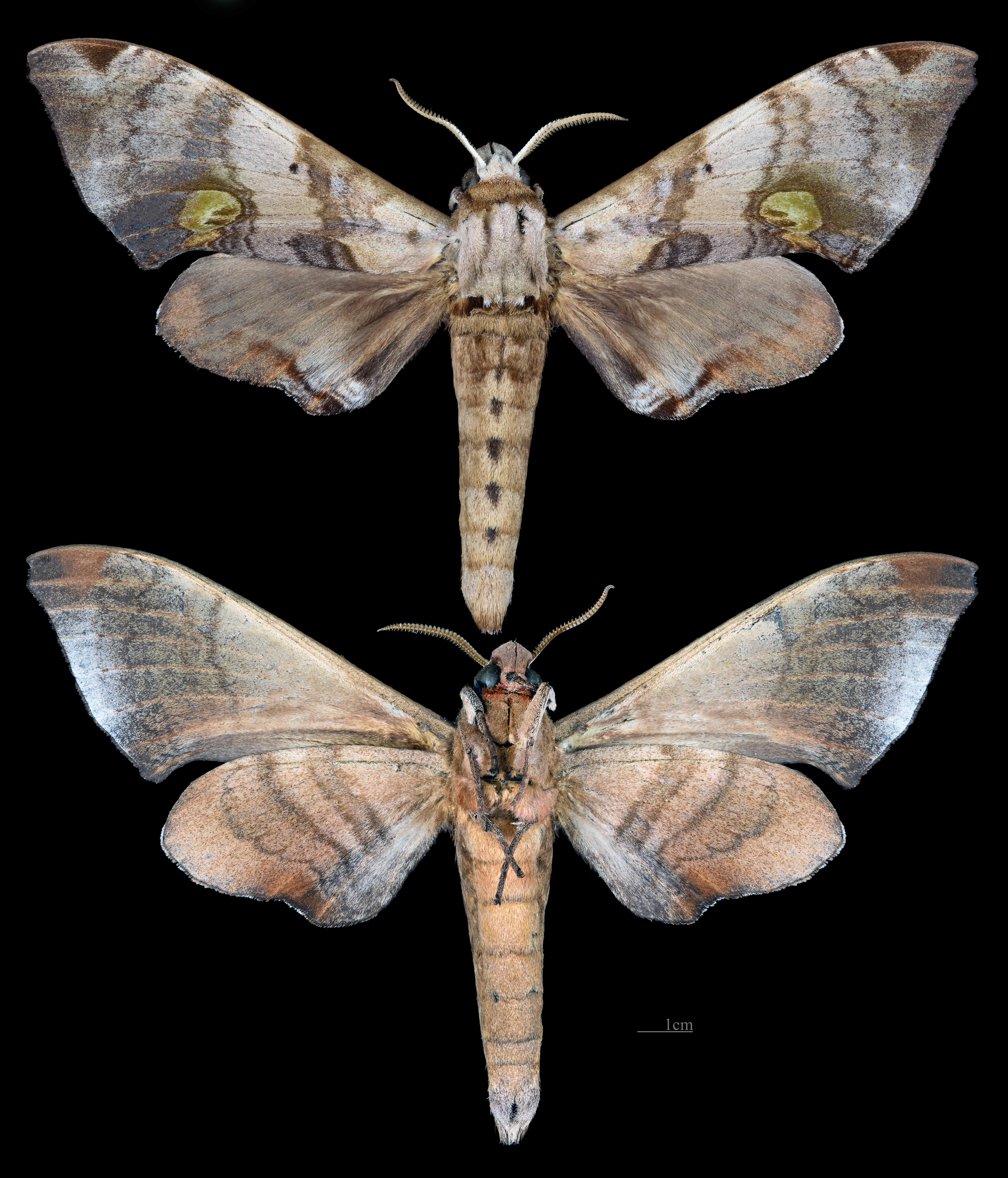
Daphnusa sinocontinentalis